# Умершие в мае 2008 года
Это список известных людей, соответствующих установленным критериям значимости (см. Википедия:Критерии значимости персоналий), умерших в мае 2008 года.
Причина смерти указывается лишь в исключительных случаях (убийство, самоубийство, гибель в результате военных действий, смертная казнь, ДТП или несчастные случаи). В остальных случаях — не указывается.

## Список
- 1 мая — Бёзелагер, Филипп фон (90) — бывший офицер армии Германии, последний живой участник покушения на Гитлера 20 июля 1944[1].
- 1 мая — Алексей Левицкий (77) — оперный певец, бас.
- 2 мая — Ильяс Малаев (72) — советский-узбекский поэт, композитор, и драматург.
- 2 мая — Изольд Пустыльник (70) — советский астроном, доктор физико-математических наук.
- 3 мая — Юрий Гришин (82) — Полный кавалер Ордена Славы.
- 3 мая — Леопольдо Кальво-Сотело и Бустело (82) — испанский политический деятель, премьер-министр страны с февраля 1981 по декабрь 1982[2].
- 4 мая — Миронова, Зоя Сергеевна (94) — советская конькобежка, основатель спортивной травматологии в СССР, заслуженный деятель науки РСФСР [3]
- 5 мая — Павел Гудзь (88) — доктор военных наук, профессор Академии бронетанковых войск.
- 5 мая — Днепров, Анатолий Семёнович (61) — российский автор песен (шансон), певец[4].
- 5 мая — Роббинс, Ирвайн (90) — вместе со своим шурином Бертоном Баскиным являлся основателем компании Баскин-Роббинс, одной из самых популярных сетей по продаже мороженого[5].
- 6 мая — Алла Масевич (89) — советский астроном.
- 8 мая — Хайнц Фельфе (90) — советский разведчик[6].
- 8 мая — Стершель, Франсуа (26) — бельгийский футболист; автокатастрофа[7].
- 8 мая — Эдди Арнольд (89) — американский кантри-певец и музыкант.
- 9 мая — Леонид Почивалов (84) — российский и советский писатель, журналист.
- 9 мая — Паскаль Севран (62) — французский телевизионный продюсер, певец, писатель[8].
- 10 мая — Джейкобс, Джессика (17) — австралийская актриса, певица и бас-гитаристка.
- 10 мая — Сморчков, Борис Фёдорович (63) — артист театра, известный по роли в фильме «Москва слезам не верит» (Николай, муж Антонины, сказавший «Вот, такой мужик!»). [9]
- 11 мая — Вячеслав Виноградов (77) — Герой Советского Союза.
- 11 мая — Федор Сафонов (85) — советский лётчик-штурмовик, участник Великой Отечественной войны, Герой Советского Союза.
- 12 мая — Пелих, Александр Петрович (59) — Герой России
- 12 мая — Михаил Романов (85) — Герой Советского Союза
- 12 мая — Сендлер, Ирена (98) — польская активистка движения сопротивления, спасшая 2500 детей из гетто[10]
- 13 мая — Недбайло, Анатолий Константинович (85) — советский лётчик, Дважды Герой Советского Союза[11]
- 13 мая — Гантен, Бернарден (86) — бенинский кардинал, единственный негр, когда-либо входивший в высшее руководство Католической церкви[12].
- 13 мая — Лоу, Джон Филлип (70) — американский киноактёр[13].
- 14 мая — Дружников, Юрий Ильич (75) — русский писатель[14]
- 14 мая — Рытхэу, Юрий Сергеевич (78) — чукотский писатель[15].
- 14 мая — Машовец, Николай Петрович (60) — русский писатель, журналист, издатель, директор ИД «Русская семья»[14][16].
- 14 мая — Соколов, Евгений Николаевич (87) — один из ведущих психологов России, профессор факультета психологии МГУ, академик РАО[17].
- 15 мая — Бернс, Томми (51) — шотландский футболист, тренер[18]
- 15 мая — Наталья Ботвинник (64) — советский и российский учёный-латинист.
- 16 мая — Александр Колбеев (92) — Герой Советского Союза.
- 16 мая — Громушкин, Павел Георгиевич (94) — художник, советский разведчик[19].
- 17 мая — Иван Шевцов (88) — Герой Советского Союза.
- 19 мая — Эдуард Агаджанов (55) — армянский политический и государственный деятель.
- 19 мая — Казакова, Римма Фёдоровна (76) — русская поэтесса[20].
- 19 мая — Сааков, Леонид Ишханович (52) — советский футболист.
- 20 мая — Борцов, Виктор Андреевич (73) — русский актёр[21].
- 20 мая — Хыйуаз Доспанова (86) — единственная лётчица-казашка Великой Отечественной войны, штурман-стрелок. Героиня Республики Казахстан.
- 22 мая — Асприн, Роберт Лин (61) — американский писатель-фантаст[22].
- 22 мая — Тропанец, Борис Яковлевич (44) — молдавский футболист КАМАЗА, тренер молодёжной сборной Молдавии по футболу[23].
- 22 мая — Эстерлис, Михаил Исаевич (85) — спортивный журналист[24].
- 22 мая — Савосин, Олег Иванович (80) — ветеран российских каскадёров, киноактёр.[www.kino-teatr.ru/kino/acter/m/sov/3729/bio/]
- 23 мая — Капа, Корнелл (90) — американский фотограф[25].
- 24 мая — Гаэтано Чимароза (86) — итальянский актёр.
- 24 мая — Гургенидзе, Бухути Иванович (74) — грузинский гроссмейстер, заслуженный тренер СССР[26].
- 25 мая — Симплат, Джон Ричард (99) — миллиардер, создатель картофеля фри[27].
- 26 мая — Поллак, Сидни (73) — кинорежиссер; рак[28].
- 29 мая — Изяслав Кержнер (72) — российский энтомолог, главный научный сотрудник Зоологического института.
- 28 мая — Владимир Болотин (82) — советский и российский учёный-механик, академик РАН.
- 29 мая — Рябцевич, Валентин Наумович (71) — белорусский историк, нумизмат и археолог. Профессор, доктор исторических наук.
- 29 мая — Харви Корман (81) — американский актёр[29].
- 30 мая — Борис Диев (83) — советский и российский композитор.
- 30 мая — Александр Зайцев (50) — российский музыкант, поэт.
- 30 мая — Одом, Уильям Элдридж (75) — американский генерал-лейтенант, бывший глава Агентства национальной безопасности[30].
- 30 мая — Шахлин, Борис Анфиянович (76) — советский гимнаст[31].
- 31 мая — Булатов, Рустем Талгатович (34) — российский футболист, защитник. Игрок клубов «Рубин» (Казань), ЦСКА (Москва) и др.[32]
- 31 мая — Палкин, Вячеслав Сергеевич (72) — профессор, заведующий кафедрой хорового дирижирования Харьковского государственного университета искусств им. И. П. Котляревского.

## Дата неизвестна или требует уточнения
- Сергей Алексеев (86) — русский советский писатель.
- Предположительно май — Александр Зайцев (50) — российский музыкант, автор песен, наибольшую известность получил, играя в группе «Машина времени» на клавишных инструментах; убит, обстоятельства смерти до конца не выяснены[33].